# Palmier pitic

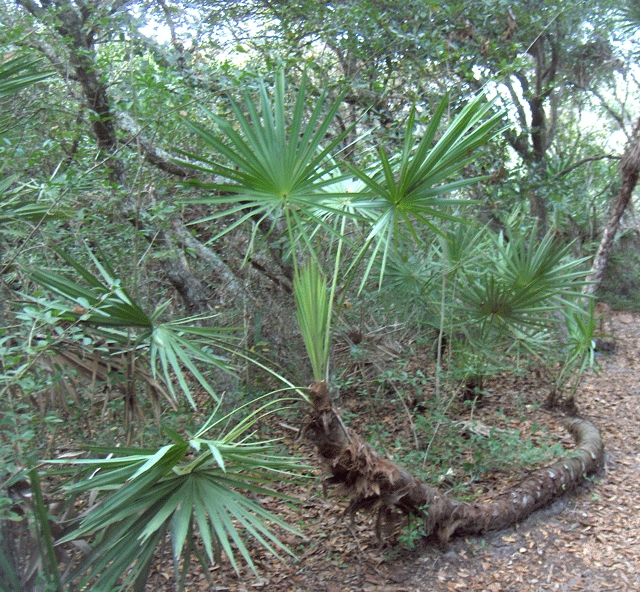
Serenoa repens

Palmierul pitic (Serenoa repens) este o specie de palmier de talie mică din familia  Arecaceae.
Crește în America de Nord, pe coastele Atlanticului în dunele de nisip și aproape de plajele din Florida, Texas, pe unele insule din Caraibe și în Yucatan.
Palmierul pitic poate atinge 6 m înălțime, are tulpină ramificată, frunze înguste verzi-gălbui, în formă de evantai și flori de culoare violet-deschis, așezate în ciorchine. Fructele sunt ovale, de 2-3 cm,  negre, sunt comestibile și conțin o pulpă de culoare maro-deschis cu aromă de vanilie. 
Ingredientele active din palmierul pitic includ ulei volatil, ulei gras, fitosteroli, polizaharide, taninuri, compuși sterolici (beta-sitosteral, stigmasterol etc.) și substanțe estrogene, o mare varietate de acizi grași saturați și nesaturați.
Extractul este folosit pe scară largă de mai mulți ani în scopuri medicinale. Ceaiul din fructele palmierului pitic a fost frecvent recomandat pentru o varietate de afecțiuni urogenitale în special hiperplazia benignă de prostată, iar din trunchi se obține un vin de palmier, care este tonic sexual.
Acțiuni: afrodiziac, tonic nutritiv, anabolizant, estrogenic. Favorizează creșterea în greutate, combate astenia și lipsa tonusului psihic și este recomandat în tratarea calviției, impotenței, scăderea sau absența libidoului.